# Załoga (organizacja konspiracyjna)
"Załoga" – polska konspiracyjna organizacja robotnicza o charakterze narodowym, podlegała politycznie Grupie "Szańca" i tajnej Organizacji Polskiej.
Członkowie konspiracyjnej "Załogi" wywodzili się w większości spośród przedwojennego Zjednoczenia Zawodowego „Praca Polska”, w którym na terenie Warszawy największe wpływy miał Obóz Narodowo-Radykalny. Tworzono ją na bazie Terenu Robotniczego ONR. Jej założycielem i pierwszym komendantem był kpt. Stanisław Hendzel ps. "Gruda", czasowo działał w niej także Władysław Miłkowski ps. "Tuptuś". W początkowym okresie okupacji "Załoga" działała przy Organizacji Wojskowej Związek Jaszczurczy, a od września 1942 r. – Narodowych Siłach Zbrojnych. Jej nazwa pochodziła od nazwy dwutygodnika "Załoga", który stał się jej organem prasowym. Redaktorem był Franciszek Kotulecki ps. "Budzisz". Głosiła hasła nacjonalizacji kopalń i głównych gałęzi przemysłu oraz upowszechnienia ubezpieczeń społecznych.
Niewiele wiadomo o działalności organizacji w różnych częściach Polski. Najwięcej informacji zachowało się odnośnie do jej struktur warszawskich. W stolicy istniał batalion "Załogi" w sile ok. 300 ludzi. Do jesieni 1943 r. podlegał bezpośrednio komendantowi Okręgu I Warszawa-miasto NSZ, mjr. Mieczysławowi Osmólskiemu ps. "Mikołaj Kozłowski". Następnie lokalne oddziały zostały podporządkowane dowódcom dzielnic. Powstały trzy szkieletowe kompanie kadrowe:
- "Praga" – d-ca Ludwik Ciecierski ps. "Ludwik",
- "Południe" – d-ca NN ps. "Mały",
- "Północ" – d-ca NN ps. "Michał".

W ramach batalionu był ponadto prowadzony kurs podchorążych. W 1944 r. kompanie przeorganizowano w bataliony kadrowe. Na Pradze L. Ciecierski zorganizował kursy: podoficerski, sanitarny i telegraficzny. W lipcu dowódcą praskiego batalionu "Załogi" został ppor. Leonard Kancelarczyk ps. "Jeremi". Członkowie "Załogi" z terenu Warszawy wchodzili też w skład Akcji Specjalnej Okręgu I. Poszczególni dowódcy w ramach Organizacji Polskiej byli zorganizowani na poziomie sekcji politycznej – kierownikiem był do aresztowania na wiosnę 1944 r. Stefan Kaczyński ps. "Rafał" oraz sekcji wojskowej – komisarz NN ps. "Bronisław". Jednym z instruktorów był ppor. L. Kancelarczyk.
"Załoga" miała tworzyć także piony branżowe – tramwajarzy, kolejarzy i robotników fabrycznych. Z powodu braków kadrowych powstał jedynie szkielet takich pionów. Grupę tramwajarzy prowadził NN ps. "Scyzoryk" z kompanii praskiej. Prowadzono kursy polityczne dla przyszłych liderów grup branżowych. Szkolenia dotyczyły m.in. wygłaszania referatów i pogadanek. Miały stanowić przygotowanie do obejmowania stanowisk np. skarbnika czy sekretarza w przyszłych strukturach związkowych.